# Mac P. Lorne

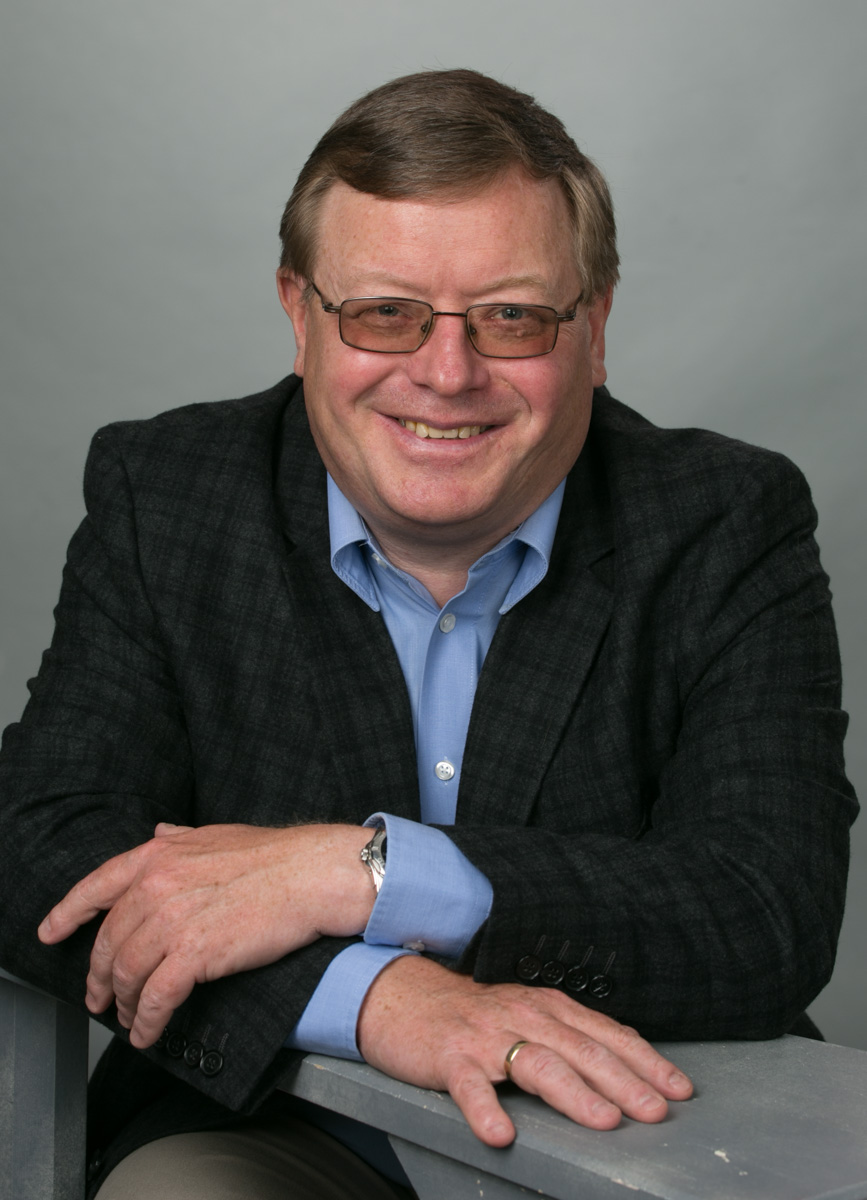
Mac P. Lorne, 2022

Mac P. Lorne (* 1957) ist das Pseudonym des deutschen Schriftstellers Matthias Lisse. Er schreibt vor allem Historische Romane.

## Leben
Lisse wuchs in der DDR auf und studierte dort Veterinärmedizin und Pferdezucht. 1988 gelang ihm die Flucht in die Bundesrepublik. Gemeinsam mit seiner Ehefrau und seiner Tochter baute er einen Reit- und Zuchtbetrieb in Bayern auf. Als Co-Autor mehrerer Fach- und Sachbücher aus den Bereichen Veterinärmedizin und Pferdezucht wurde er erstmals publizistisch tätig. Sein erster Historienroman, Das Herz des Löwen, Auftakt einer Buchreihe über Robin Hood, erschien 2011. Es folgten weitere erfolgreiche Romane, die im mittelalterlichen England angesiedelt sind und inzwischen bei Droemer veröffentlicht werden. Sein Roman über den Mauerfall, Die geteilten Jahre (2019), trägt autobiografische Züge.
Seine Historienromane Der Herr der Bogenschützen, Der englische Löwe und Sie nannten ihn Cid wurde vom online-Magazin Histo-Couch jeweils zum Buch des Jahres 2017, 2020 bzw. 2021 gewählt.
Der Herzog von Aquitanien, Der englische Löwe und Sie nannten ihn Cid wurden aufeinanderfolgend in den Jahren 2020, 2021 und 2022 jeweils mit dem Bronzenen Homer ausgezeichnet.

## Veröffentlichungen (Auswahl)
- Der Pirat, 2016, Droemer, ISBN 978-3-426-51748-2
- Das Herz des Löwen, 2017, Droemer, ISBN 978-3-426-52145-8
- Der Herr der Bogenschützen, 2017, Droemer, ISBN 978-3-426-52082-6
- Die Pranken des Löwen, 2018, Droemer, ISBN 978-3-426-52147-2
- Das Blut des Löwen, 2018, Droemer, ISBN 978-3-426-52146-5
- Das Banner des Löwen, 2019, Droemer, ISBN 978-3-426-52148-9
- Der Sohn des Löwen, 2019, Droemer, ISBN 978-3-426-52149-6
- Der Herzog von Aquitanien, 2019, Droemer, ISBN 978-3-426-52275-2
- Die geteilten Jahre, 2019, Droemer, (als Matthias Lisse), ISBN 978-3-426-28201-4
- Der englische Löwe, 2020, Droemer, ISBN 978-3-426-52276-9
- Sie nannten ihn Cid – Eine spanische Legende, 2021, Droemer, ISBN 978-3-426-52630-9
- Jack Bannister – Herr der Karibik, 2022, Droemer, ISBN 978-3-426-52874-7
- Captain Nelson – Unter der Flagge des Königs, 2024, Knaur, ISBN 978-3-426-44846-5
- Admiral Nelson – Unter Englands Flagge, 2024, Knaur, ISBN 978-3-426-44848-9